# ヨハン・クリストフ・フォーゲル
ヨハン・クリストフ・フォーゲル（Johann Christoph Vogel 1756年3月18日 - 1788年6月28日）は、ドイツの作曲家。

## 生涯
フォーゲルはニュルンベルクに生まれた。1776年にパリに移った彼は、その後の人生の大半をフランスで過ごすことになる。パリではホルン奏者としてモンモランシー公やヴァレンティノワ公（Valentinois）に仕えた。彼は夥しい数の管弦楽曲や室内楽曲を作曲したが、最もよく知られているのはオラトリオ「Jephté」や2つのオペラである。オラトリオは1781年9月にコンセール・スピリチュエルで初演された。彼の作品は好意的に受け入れられていたが、「あまりに複雑で、バロック的である」とされて第一級の人気を博すには至らなかった。
フォーゲルはグルックのオペラを熱心に信奉しており、彼のオペラ処女作である「黄金の羊毛 La toison d'or」は『音楽の立役者 législateur de la musique』としてグルックに捧げられている。この作品では、所々にグルックのイフィゲニアを題材とした2つのオペラの様式を忠実に模倣した跡も見られるものの、管弦楽法の完成度とアリアでの叙情性においてはグルックに勝っている。このオペラは1781年に作曲されていたが、パリのオペラ座で上演されたのは1786年9月5日であった。古めかしいとみなされ、またバレエを含まなかったこの作品の上演はわずか12回にとどまり、成功は大きなものとはならなかった。「黄金の羊毛」と2作目のオペラ「デモフォン Démophon」のいずれも、長くTschudi男爵の秘書を務めたPhilippe Desriauxがリブレットを書いた。「デモフォン」が初演されたのは、フォーゲルの死後の1789年9月22日のオペラ座であり、同じ題材に基づいたケルビーニの同名のオペラが初演された後になってからであった。この作品の音楽的特徴としては、様々なレチタティーヴォ形式の使用、木管楽器の独奏パートの扱い、合唱部分の和声的彩りが挙げられる。主題が1つのソナタ形式で書かれた序曲は、19世紀初頭までは人気の演目であった。ピエール・ガルテルはパントマイム・バレエ「プシュケ Psyché」（1790年）でこれを取り入れており、このバレエはオペラ座での初演から1829年までに上演回数が1,000回を超える作品となった。サリエリは、フォーゲルの劇的な作曲の才能を称賛していた。
フォーゲルはホルン奏者のジョヴァンニ・プントやクラリネット奏者のミシェル・ヨストらと協力し、木管楽器と弦楽器のための四重奏曲、クラリネット協奏曲、ファゴット協奏曲などを作曲した。また、彼は数曲の交響曲、合奏協奏曲、ヴァイオリン協奏曲、フルート協奏曲なども書いている。